# Château de Ricey-Bas
Le château de Ricey-Bas est un château situé aux Riceys, en France.

## Description
Le château est accolé à un parc et entouré par la Laignes.

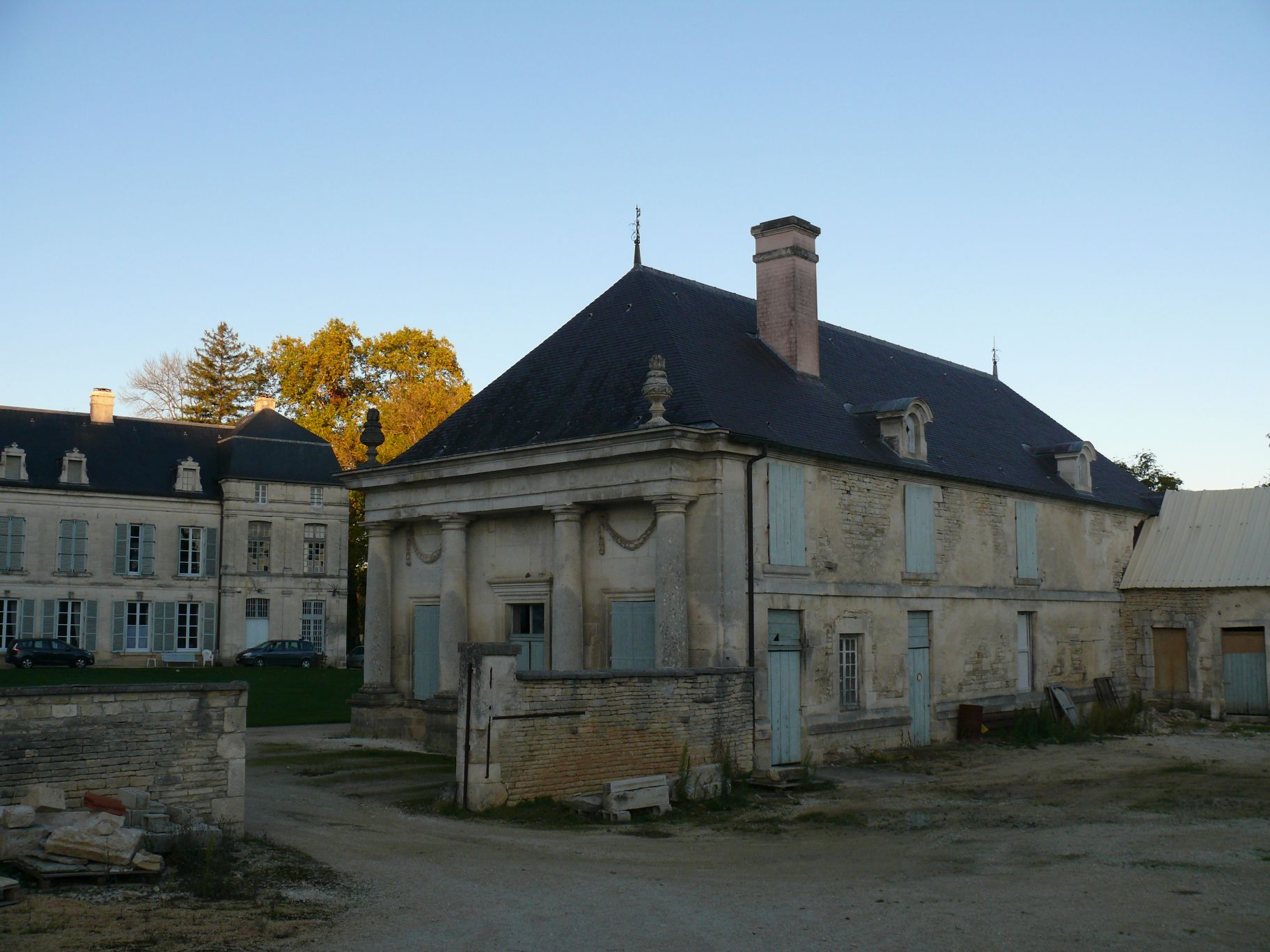
Vue du château.

## Localisation
Le château est situé sur la commune des Riceys, dans le département français de l'Aube.

## Historique
Robert de Ricey fit construire une maison forte en 1086, mais ce donjon fut détruit par le roi. En 1424, Nicolas Rolin fit construire un nouveau château sur cette terre qui lui avait été donnée par le duc de Bourgogne. Ce château fut une résidence des évêques de Chalons-sur-Saône.
Marie d'Amboise qui était la tenante du fief fit modifier le château, en 1450, notamment, les deux tours. C'est à Anne de Laval[Laquelle ?] que l'une des tours doit son nom. Elle fit construire une nouvelle tour de douze mètres de diamètre, en 1506, ainsi qu'une galerie.
La seigneurie devint un marquisat en 1659 pour Louis Vignier.
L'édifice est inscrit au titre des monuments historiques en 1967, et classé en 1979 et 1985.